# Sagacity
Sagacity è il ventunesimo album in studio del gruppo rock canadese Saga, pubblicato nel 2014.

## Tracce
1. Let It Slide – 4:49
2. Vital Signs – 3:27
3. It Doesn't Matter (Who You Are) – 3:59
4. Go With the Flow – 5:26
5. Press 9 – 3:48
6. Wake Up – 2:34
7. Don't Forget to Breathe – 3:24
8. The Further You Go – 4:04
9. On My Way – 5:15
10. No Two Sides – 3:58
11. Luck – 3:39
12. I'll Be – 6:21